# Robin Zentner
Robin Zentner (Rüdesheim am Rhein, 28 oktober 1994) is een Duits professioneel voetbaldoelman. Hij debuteerde in 2017 in het eerste elftal van 1. FSV Mainz 05. De club verhuurde hem van 2015 tot 2017 aan Holstein Kiel. Zentner is een voormalig jeugdinternational.

## Clubcarrière
Zentner speelde in de jeugdopleiding van de Duitse voetbalclub 1. FSV Mainz 05. In 2012 schoof hij door naar het tweede elftal van de club. De een na laatste speelronde van het seizoen maakte hij zijn debuut. In de wedstrijd tegen SG Sonnenhof Großaspach speelde hij de hele wedstrijd. In 2014 promoveerde Zentner met 1. FSV Mainz 05 II na play-offs naar de 3. Liga. Het seizoen erna werd hij derde doelman bij de hoofdmacht. In augustus 2015 verhuurde de club hem voor twee jaar aan Holstein Kiel. Waar hij in zijn eerste seizoen nog tot 25 optredens kwam, moest hij in zijn tweede seizoen genoegen nemen met een plaats op de bank. Aan het einde van het seizoen 2016/17 keerde Zentner weer terug naar Mainz. 
Op 4 november 2017, in zijn tweede competitiewedstrijd voor Mainz, ging Zentner viral over internet nadat hij de penaltystip voor de bal aanzag, wat bijna zorgde voor een tegendoelpunt.

## Clubstatistieken
| Seizoen | Club                 | Competitie           | Competitie | Competitie | Beker | Beker | Overig | Overig | Totaal | Totaal |
| Seizoen | Club                 | Competitie           | Wed.       | Dlp.       | Wed.  | Dlp.  | Wed.   | Dlp.   | Wed.   | Dlp.   |
| ------- | -------------------- | -------------------- | ---------- | ---------- | ----- | ----- | ------ | ------ | ------ | ------ |
| 2012/13 | 1. FSV Mainz 05 II   | Regionalliga Südwest | 2          | 0          | -     | -     | -      | -      | 2      | 0      |
| 2013/14 | 1. FSV Mainz 05 II   | Regionalliga Südwest | 13         | 0          | -     | -     | 2      | 0      | 15     | 0      |
| 2014/15 | 1. FSV Mainz 05 II   | 3. Liga              | 21         | 0          | -     | -     | -      | -      | 21     | 0      |
| 2015/16 | Holstein Kiel (huur) | 3. Liga              | 25         | 0          | 0     | 0     | -      | -      | 25     | 0      |
| 2016/17 | Holstein Kiel (huur) | 3. Liga              | 1          | 0          | 1     | 0     | -      | -      | 2      | 0      |
| 2017/18 | 1. FSV Mainz 05      | Bundesliga           | 2          | 0          | 1     | 0     | -      | -      | 3      | 0      |

## Interlandcarrière
Zentner maakte op 4 september 2010 zijn interlanddebuut voor Duitsland onder 17. In een oefenwedstrijd tegen Azerbeidzjan startte hij in de basis en speelde 41 minuten.
1 Rieß ·
2 Mwene ·
3 Jenz ·
4 Barkok ·
5 Leitsch ·
6 Sano ·
7 Lee ·
8 Nebel ·
9 Onisiwo ·
11 Sieb ·
14 Hong ·
16 Bell ·
17 Vidović ·
18 Amiri ·
19 Caci ·
21 Da Costa ·
22 Veratschnig ·
25 Hanche-Olsen ·
27 Zentner ·
29 Burkardt ·
30 Widmer  ·
31 Kohr ·
33 Batz ·
41 Shabani ·
44 Weiper ·
47 Dal ·
Coach: Henriksen
· Assistent-coach: Silberbauer